# نادي غيتزهيد
نادي غيتزهيد لكرة القدم هو نادي كرة قدم مقره في غيتسهيد بمقاطعة دورهام في إنجلترا. تم تشكيل النادي في ساوث شيلدز في عام 1899 باسم ساوث شيلدز أديليد أثليتيك. بعد النجاح في دوري الشمال الشرقي قبل الحرب العالمية الأولى، تم التصويت لهم في دوري كرة القدم عام 1919. أدت المشكلات المالية في أواخر العشرينات من القرن العشرين إلى انتقال النادي إلى غيتسهيد في عام 1930، معتمدا اسم مدينته الجديدة. ظل في دوري كرة القدم حتى عام 1960، عندما تم التصويت بشكل مفاجئ على الخروج من دوري كرة القدم واستبداله بنادي بيتربورو يونايتد، على الرغم من عدم اضطراره لتقديم طلب لإعادة انتخابه منذ عام 1937. بعد ذلك لعب في بطولات الدوري الإقليمية قبل الطي في عام 1973. من أجل استبداله، تم نقل نادي آخر في ساوث شيلدز إلى غيتسهيد، ليصبح غيتزهيد يونايتد.

## التاريخ

### ساوث شيلدز
تم إنشاء النادي في عام 1899 من قبل جاك إنسكيب وتم تسميته ساوث شيلدز أديلايد أثليتيك نسبة إلى منطقة شارع أديلايد في المدينة التي ينتمي إليها المؤسسون. شهد النجاح في سنواته الأولى فوز النادي بتحالف ساوث شيلدز جونيور، والفئة «أ» من رابطة شباب ساوث شيلدز، ودوري شيلدز آند ديستريكت في موسم 1904–05، ثم دوري تينيسايد جونيور. في عام 1905، كان النادي من مؤسسي دوري تينيسايد وكانوا أبطاله الافتتاحيين. بعد الاحتفاظ باللقب في الموسم التالي، انضم النادي إلى تحالف الشمال في عام 1907. بعد احتلاله المركز الرابع في موسمه الأول، تم قبول النادي في دوري الشمال الشرقي. كان النادي وصيفاً في موسمه الأول بالدوري.
في عام 1910، تم تغيير اسم النادي إلى ساوث شيلدز بعد أن أصبح شركة محدودة. تم تعيين الإنجليزي الدولي السابق آرثر بريدجيت كمدير فني في عام 1912 وكان الوصيف مرة أخرى في 1912-13، وتقدم للانتخاب لدوري كرة القدم الإنجليزي. ومع ذلك، فشل في الحصول على صوت واحد. شهد الموسم التالي فوزه بلقب الدوري، وبعد ذلك تقدم بطلب للحصول على عضوية دوري كرة القدم مرة أخرى، وحصل على صوت واحد. احتفظ النادي بلقب الدوري في الموسم التالي؛ محاولة أخرى للدخول إلى دوري كرة القدم أكثر نجاحًا حيث احتل المركز الثالث بأغلبية 11 صوتًا، لكن الفريقين أعيد انتخابهما، ليستر سيتي وستوك سيتي حصلا على 33 و 21 صوتًا على التوالي. وشهد موسما فوز النادي بالبطولة خسارة أربع مباريات فقط وسجل 293 هدفًا في 76 مباراة. خلال الحرب العالمية الأولى، لعب النادي في دوري تينيسايد، الذي فاز به في موسم 1915-16، ودوري النصر الشمالي.
عندما استؤنفت كرة القدم بعد الحرب العالمية الأولى، تم توسيع دوري كرة القدم بأربعة أندية. تقدم فريق ساوث شيلدز بطلب للحصول على 28 صوتًا، وتم انتخابه في دوري الدرجة الثانية لكرة القدم. شهدت المواسم السبعة الأولى للنادي إنهاء الموسم في النصف العلوي من الجدول كل موسم باستثناء موسم 1922-1923. ومع ذلك، بعد الانتهاء من المركز التاسع عشر في موسم 1926-1927، أنهى الموسم التالي في قاع الجدول وهبط إلى الدرجة الثالثة الشمالية. مع معاناة النادي من مشاكل مالية، في عام 1930 انتقل إلى مكان قريب غيتسهيد وتم تغيير اسمه إلى نادي غيتوهيد لكرة القدم.

### غيتزهيد
في أغسطس 1930، بدأ نادي غيتزهيد حقبة جديدة عندما شاهده 15545 مشجعًا وهو يتغلب على نادي دونكاستر روفرز 2-1. في عام 1931-1932، غاب غيتزهيد عن الترقية بمعدل الأهداف، حيث حل في المركز الثاني نادي لينكولن سيتي. مع تراجع أداء النادي بعد ذلك، احتل المركز الثاني من الأسفل في موسم 1936-1937 واضطر إلى إعادة انتخابه. ومع ذلك، فقد أعيد انتخابه بسهولة، حيث فاز بـ34 صوتًا مقابل 12 صوتًا حصل عليها النادي الأكثر نجاحًا خارج الدوري، شروزبري تاون. تحسنت حظوظ النادي بعد الحرب العالمية الثانية وحصل على المركز الثاني مرة أخرى في موسم 1949-1950، ولكن لا يزال هناك مكان ترقية واحد فقط. في الخمسينات، تمتع النادي ببعض جولات كأس الاتحاد الإنجليزي الناجحة نسبيًا. بعد الوصول إلى الدور الرابع في موسم 1951-52، شهد الموسم التالي وصوله إلى ربع النهائي. تضمنت الجولة فوزًا في الدور الثالث على ليفربول، قبل أن تؤدي الانتصارات على هال سيتي وبليموث إلى ربع النهائي على أرضه أمام بولتون، مع حشد من 17,692 متفرجًا حيث فاز الفريق الضيف 1-0. خلال هذا الوقت، ضم النادي بانتظام الأخوين توم وجاك كالندر، اللذان ظهرا فيه معًا، حقق غيتزهيد رقمًا قياسيًا لأكبر عدد من الظهور المشترك لأخوين في نادٍ واحد.
في عام 1958، تمت إعادة هيكلة دوري كرة القدم، مع إعادة تنظيم الأقسام الإقليمية الثالثة إلى القسمين الثالث والرابع. شهد المركز الرابع عشر في موسم 1957-1958 وضع غيتزهيد في القسم الرابع. في موسم 1959-60 حصل على المركز الرابع في أسفل القسم الرابع، مما أجبره على إعادة انتخابه. على الرغم من عدم احتلاله المركز الأخير ولم يكن عليه سوى مواجهة إعادة انتخابه في مناسبة واحدة سابقة، فقد حصل النادي على أصوات أقل من نادي بيتربورو يونايتد غير المنتمي إلى الدوري وتم التصويت على الخروج من الدوري.
سقط موقع غيتزهيد بعد ذلك في رابطة المقاطعات الشمالية، وهو بديل تم تشكيله حديثًا لاتحاد الشمال الشرقي (الذي تبنى لاحقًا اسم سلفه). لعب إلى جانب ساوث شيلدز، وهو ناد تم تشكيله في عام 1936 ليحل محله عندما انتقلوا إلى غيتزهيد، واحتلوا المركز الرابع في الدوري وفازوا بكأس الرابطة في موسمهم الأول. تقدم بطلب للانضمام إلى دوري كرة القدم، لكنه حصلوا على ثلاثة أصوات فقط، أقل بكثير من 32 التي حصل عليها هارتلبولز يونايتد، أسوأ فريق في دوري كرة القدم. شهدت محاولة أخرى في نهاية موسم 1961-62 حصوله على أربعة أصوات، مرة أخرى أقل بكثير من العودة. في عام 1962 تحول إلى الدوري الإقليمي الشمالي، والذي كان يتألف بشكل كبير من فرق احتياطية من أندية دوري كرة القدم، وتقدم النادي مرة أخرى لانتخابات دوري كرة القدم في نهاية موسم 1962-63، وحصل على أربعة أصوات مرة أخرى. على الرغم من فوزه بالدوري في موسم 1963-1964، فاز مرة أخرى بأربعة أصوات فقط في عملية انتخابات دوري كرة القدم. محاولات أخرى في عام 1965 (أربعة أصوات) و1966 (صوت واحد) لم تنجح أيضًا. في عام 1968 كان النادي من الأعضاء المؤسسين للدوري الشمالي الممتاز. ومع ذلك، احتل المركز الأخير في الترتيب في موسم 1969-1970. كان النادي وصيفًا لدوري تينيسايد في 1970-1971 وبعد محاولة فاشلة أخرى للعودة إلى دوري كرة القدم (لم يتلق أي أصوات) انضم لاحقًا إلى دوري ميدلاند. ومع ذلك، بعد موسمين انهار النادي في 1973.
تكرر التاريخ في العام التالي حيث تم نقل نادي ساوث شيلدز الجديد إلى غيتزهيد ليصبح غيتزهيد يونايتد.

### الفريق الاحتياطي
كان احتياطي ساوث شيلدز أديلايد أبطال دوري شيلدز والمقاطعة في موسم 1905–06 وموسم 1906–07، قبل الانضمام إلى دوري تينيسايد في عام 1908. ثم انتقل إلى دوري ويرسايد في عام 1909. وكان الوصيف في 1910-1911، لكنه غادر في نهاية موسم 1911-12، عائدا إلى دوري تينيسايد. مرددًا نجاح الفريق الأول، فاز بألقاب دوري تينيسايد متتاليين في كل من موسم 1913-14 وموسم 1914-1915. عندما تم انتخاب النادي لدوري كرة القدم، تولى الفريق الاحتياطي المسؤولية من الفريق الأول في الدوري الشمالي الشرقي، الذي فاز به في 1923-1924 وانتهى في المركز الثاني في 1928-1929.
بعد أن أصبح غيتزهيد احتياطيًا في عام 1930، ظلت الاحتياطيات في شمال شرق الرابطة. وكان الوصيف في موسم 1947-1948، ولكن مع الفرق الاحتياطية الأخرى في دوري كرة القدم، انتقل إلى الدوري الإقليمي الشمالي في عام 1958. عاد الاحتياط إلى دوري ويرسايد في عام 1967، حيث لعب حتى تم استبداله بالفريق الأول في عام 1970.

## الملعب
لعب ساوث شيلدز أديلايد في البداية على أرض ملعب في هارتينجتون تيراس، قبل الانتقال إلى ستانهوب رود. في عام 1908 انتقل إلى هورسلي هيل. تم تعيين الرقم القياسي لحضور النادي البالغ 24348 في مباراة الدور الخامس لكأس الاتحاد الإنجليزي ضد سوانزي تاون في 19 فبراير 1928.
عندما انتقل النادي إلى غيتزهيد، لعب في ملعب جديد حتى عام 1973، عندما انتقل لفترة وجيزة إلى ملعب غيتزهيد يوث، قبل أن ينسحب في وقت لاحق من العام.

## الإنجازات
- الدوري الشمالي الشرقي
  - الأبطال 1913-14، 1914-15
  - الفائزون بكأس الدوري 1960–61
- الرابطة الإقليمية الشمالية
  - البطل 1963–64
- دوري تينيسايد
  - الأبطال 1905–06، 1906–07
- كأس تحدي دورهام
  - الفائزون 1910-11، 1913-14
- الكأس الأسود
  - الفائزون 1912-13، 1913-14[2]
- كأس إنغام إنفايرماري
  - الفائزون 1913-14

## السجلات
- أفضل أداء لكأس الاتحاد الإنجليزي: ربع النهائي 1952–53.
- معظم المظاهر: جاك كالندر، 470 (1946–1958).[9]